# Стебут, Александр Иванович
Алекса́ндр Ива́нович Сте́бут (1877, Москва — 1952, Белград) — русский агроном, почвовед и селекционер.

## Биография
Сын агронома Ивана Александровича Стебута родился в Москве в 1877 году.
Основатель и первый директор Саратовской сельскохозяйственной опытной станции — на должность директора будущей саратовской станции он был зачислен губернской земской управой с 1 марта 1910 года.
Входил в состав распорядительного комитета Лиги аграрных реформ.
В 1918 году был назначен директором Московской областной опытной станции (в Собакино). Осенью 1919 года, спасаясь от красного террора, уехал из Москвы на юг.
В годы Гражданской войны — профессор Таврического университета в Крыму. В 1920 году был эвакуирован из Новороссийска в Константинополь вместе с женой.
Жил в эмиграции в Королевстве сербов, хорватов и словенцев. Профессор почвоведения на сельскохозяйственном факультете Белградского университета.
Произвёл первую классификацию почв в Королевстве Югославия.
В справке НКВД на Н. И. Вавилова указывалось, что у Стебута были прекрасные взаимоотношения с академиком Вавиловым, который, бывая за границей, нередко у него останавливался.
Умер в 1952 году. Похоронен на Новом кладбище в Белграде.

## Сочинения
- Очерки по сортоводству // Вестник сел. хозяйства. — 1907. — № 50. — С. 9-11.
- Принципы организации областной сельскохозяйственной станции в Саратове. — 1911.
- Сортоводство (Селекция сельскохозяйственных растений): Сборник статей по сортовыведению и семенному делу). — Харьков, 1911.
- К вопросу об орошении в поволжском юго-востоке. — Саратов, 1913;
- Naši glavni poljoprivredni reoni. — 1926.
- Lehrbuch der allgemeinen Bodenkunde. — Berlin, 1930.
- Agropedologija.